# Червената обувчица и седемте джуджета
„Червената обувчица и седемте джуджета“ (на английски: Red Shoes and the Seven Dwarfs) е южнокорейска компютърна анимация от 2019 година, продуцирана от Locus Corporation. Базирана е на немската приказка „Снежанка и седемте джуджета“ от Братя Грим. Озвучаващия състав се състои от Клоуи Грейс Морец, Сам Клафин, Джина Гершон, Патрик Уорбъртън и Джим Раш.
Филмът се излъчва в 123 държави по целия свят, включително Европа и Австралия. През 2020 г. навлиза и на американския пазар, като получава и номинация за Оскар, което го прави първият изцяло създаден от южнокорейци анимационен филм, пробил в Щатите.

## Актьорски състав
- Клоуи Грейс Морец – Снежанка/Червената обувчица
- Сам Клафлин – Мерлин
- Джина Гершон – Кралица Рехина
- Патрик Уорбъртън – Вълшебното огледало
- Джим Раш – Принц Ажалак

## Синхронен дублаж
| Роля                        | Изпълнител                                                                           |
| --------------------------- | ------------------------------------------------------------------------------------ |
| Снежанка/Червената обувчица | Надя Петрова                                                                         |
| Кралица Реджина             | Милена Маркова                                                                       |
| Принц Мерлин                | Константин Трендафилов (Папи Ханс)                                                   |
| Принц Артур                 | Иван Тишев                                                                           |
| Принц Ханс                  | Борис Кашев                                                                          |
| Принц Жак                   | Даниел Цочев                                                                         |
| Принц ПИ Принц НО Принц КИО | Цвети Пеняшки                                                                        |
| Принц Ажалак                | Явор Караиванов                                                                      |
| Магическото огледало        | Ивайло Велчев                                                                        |
| Дървени мечета              | Калина Асенова Александър Добрев Александра Стефанова                                |
| Умник 1                     | Петър Върбанов                                                                       |
| Умник 2                     | Сотир Мелев                                                                          |
| Крал Снеж                   | Христо Узунов                                                                        |
| Други гласове               | Ива Стоянова Димитър Живков Радослав Рачев Виктор Иванов Татяна Етимова Марио Иванов |

| Обработка           | студио „Про Филмс“                 |
| ------------------- | ---------------------------------- |
| Преводач            | Джесика Петрова                    |
| Тонрежисьори        | Детелина Ралчевска Станислав Донев |
| Режисьор на дублажа | Анна Тодорова                      |